# Algorithms of Oppression
Algorithms of Oppression: How Search Engines Reinforce Racism (2018) és un llibre de Safiya Umoja Noble que explora com els algoritmes de cerca d'Internet, especialment els de Google, poden perpetuar desigualtats socials i racials. Noble introdueix el concepte d'opressió algorítmica, on els resultats de cerca poden afectar de manera desproporcionada les persones racialitzades, les dones i altres col·lectius marginats. El text destaca exemples com cerques de termes com «noies negres» o «jueu», que generaven resultats despectius o racistes.
Segons l'autora els algoritmes dels motors de cerca no són neutrals, sinó que reflecteixen els valors de les classes socials dominants. Aquesta perspectiva s'ofereix a través d'un enfocament interdisciplinari que inclou l'economia política, els estudis de biblioteques i la teoria feminista.
Noble critica la desresponsabilització de Google sobre els resultats de cerca i denuncia com els algoritmes reforcen estereotips de blancor i masculinitat. També aborda la influència dels cercadors en la creació de narratives destructives, com les que difonen desinformació sobre les minories. A més, discuteix la privacitat i com Internet pot afectar la reputació personal, especialment per a les dones. Poc després de la publicació del llibre, Google va modificar la forma en què implementava el seu algoritme.
El llibre proposa solucions com la regulació pública dels cercadors i el control dels monopolis informatius. En conclusió, Noble desafia la noció que Internet és un espai democràtic i igualitari, i insta a una major responsabilitat i regulació per combatre el biaix algorítmic. Amb aquest llibre l'autora fa una crida a una participació activa en la gestió d'internet i les seves eines per corregir aquestes distorsions i promoure una societat més justa.
Algorithms of Oppression subratlla la importància de desfer-se de l'acumulació de poder a mans de grans empreses com Facebook, per tal de construir espais més segurs i menys susceptibles a la manipulació. L'obra també recolza el desenvolupament de models alternatius de cerca i xarxes socials que no es fonamentin en la recopilació massiva de dades amb finalitats comercials. A més, impulsa la creació de recursos que permetin a les persones racialitzades avançar en les àrees de tecnologia i investigació.
Noble ha rebut diversos reconeixements, entre els quals destaca el MacArthur "Genius Grant", el 2021, pel seu treball sobre la discriminació algorítmica. A més, va ser guardonada amb el NAACP-Archewell Digital Civil Rights Award per la seva contribució a la defensa dels drets civils digitals.